# Mika Ojala
Mika Ojala (Paimio, 21 giugno 1988) è un ex calciatore finlandese, di ruolo centrocampista.

## Caratteristiche tecniche
Interno di centrocampo, Ojala può giocare anche da ala destra.

## Palmarès

### Club

#### Competizioni nazionali
- Campionato finlandese: 1

Inter Turku: 2008
- Coppa di Finlandia: 2

Inter Turku: 2008, 2009